# Holoplatys kalgoorlie
Holoplatys kalgoorlie là một loài nhện trong họ Salticidae. Loài này được phát hiện ở Tây Úc.